# بريان غاليغو
بريان غاليغو (بالإنجليزية: Bryan Gallego)‏ هو لاعب كرة قدم أمريكي، ولد في 10 مارس 1993 في كينيلون في الولايات المتحدة. شارك مع منتخب الولايات المتحدة تحت 18 سنة لكرة القدم. أما مع النوادي، فقد لعب مع بورتلاند تمبرز وفينيكس راسينغ ونادي ساكارامينتو ريببلك.

## وصلات خارجية
- بريان غاليغو على موقع الدوري الأمريكي (الإنجليزية)
- بريان غاليغو على موقع قاعدة بيانات كرة القدم.إي يو (الإنجليزية)